# Gypsy Heart
Gypsy Heart è il quinto album discografico in studio della cantautrice statunitense Colbie Caillat, pubblicato nel settembre 2014 dalla Republic Records.

## Tracce
1. Live It Up – 3:38 (Colbie Caillat, Johan Carlsson & Ross Golan)
2. Blaze – 3:07 (Caillat, David Hodges & Jason Reeves)
3. If You Love Me Let Me Go – 3:41 (Caillat, Julian Bunetta, John Ryan & Jamie Scott)
4. Try – 3:44 (Caillat, Babyface, Reeves & Antonio Dixon)
5. Never Gonna Let You Down – 4:08 (Caillat, Babyface, Brett James & Reeves)
6. Land Called Far Away – 4:47 (Caillat & Babyface)
7. Nice Guys – 3:18 (Caillat, Carlsson & Golan)
8. Floodgates – 3:40 (Caillat, Rune Westberg & Reeves)
9. Just Like That – 3:42 (Caillat, Babyface, James & Reeves)
10. Break Free – 3:33 (Caillat & Christopher Braide)
11. Never Getting Over You – 3:28 (Caillat, Reeves & Liz Rose)
12. Bigger Love – 3:58 (Caillat)